# 理察·羅伯茨
理察·羅伯茨爵士（英語：Sir Richard John Roberts，1943年9月6日—），出生在德比，是一名英格蘭生物化學家和分子生物學家。1993年，他奪得諾貝爾生理學或醫學獎。他現任新英格蘭生物實驗室首席科學官，還是諾貝爾獎獲得者科學聯盟（Laureate Science Alliance）的主席。

## 早年生活和教育
理察·羅伯茨于1943年9月6日生于英格兰德比，是汽车工程师约翰·罗伯茨和家庭主妇埃德娜的独子。4岁时随家人迁居萨默塞特郡巴斯，5岁时进入了基督堂儿童学习，8岁时进入圣斯蒂芬初级学校就读。圣斯蒂芬是巴斯的一所教区学校，只有4个班，每班学生不到30个。校长罗纳德·布鲁克斯偶尔来班里讲课，他十分关照罗伯茨，常常准备一些关于数学和逻辑学的问题让他回答，以启迪他对钻研学问的兴趣。
11岁时，罗伯茨考入了巴斯市立男子学校。一开始他想长大以后做侦探，但很快兴趣转到了化学方面。他购置了各种仪器和药品，自己进行化学实验。罗伯茨的母亲在家里对其进行辅导，他得以自己阅读了大量化学书籍。学校的化学教育对罗伯茨而言比较枯燥，他成绩一般，反倒数学成绩非常好。15岁时他通过了O级考试，开始专攻数学和自然科学。探洞成为他喜欢的一项运动，他经常把周末时间花在这上面。16岁时罗伯茨的A级物理考试失败了，因而不得不重修一年。再次考试终于顺利通过，他选择了谢菲尔德大学化学系。

### 谢菲尔德大学
谢菲尔德的化学系十分有名，罗伯茨在学完了化学、物理和数学等课程后，又在第二年开始学习生物化学。1965年他获得学士学位，进入有机化学教授戴维·奥利斯门下深造。博士期间，罗伯茨选择了一种巴西树木的中心木质中的新黄酮类聚合物作研究素材。他得到的木材十分理想，又得到经验丰富的博士后研究员黑泽和的指导，实验进展得非常快。只花了一年他就已经准备好了写论文的材料，接下来的两年得以做自己感兴趣的实验、阅读感兴趣的书籍。
这段时期他读到了约翰·肯德鲁所著的《生命的线索》。该书介绍了剑桥医学研究委员会的发展历程，激发了罗伯茨对分子生物学的兴趣。他开始寻找做生物化学研究的实验室，最终被哈佛大学生物化学与分子生物学教授杰克·施特罗明格接纳。1969年元旦，罗伯茨带全家赴美，准备在哈佛做博士后研究。

## 職業和研究
在1969年至1972年期間，他在哈佛大學進行了博士後研究。 在搬到冷泉港實驗室之前，在那裡他被詹姆斯·杜威·沃森（James Dewey Watson）僱用，他是DNA結構的共同發現者和諾貝爾獎獲得者。 在此期間，他還首次與弗雷德里克·桑格（Fred Sanger）一起參觀了分子生物学实验室。 1977年，他出版了對RNA剪接的發現。 1992年，他搬到了新英格蘭Biolabs。 次年，他與他的前同事在冷泉港菲利普·夏普（Phillip Allen Sharp）分享了諾貝爾獎。
羅伯茨對基因的選擇性剪接的發現，對分子生物學的研究和應用產生了深遠的影響。 意識到，在1977年對腺病毒的研究中出現了單獨的，斷開的DNA中的單獨的，斷開的片段，是導致普通感冒的一種病毒。 羅伯茨在這一領域的研究導致我們對遺傳學的理解發生了根本的轉變，並導致在包括人類在內的高等生物中發現了剪接基因。